# クロロキシン
クロロキシン（Chloroxine、商品名 Capitrol; Kloroxin、Dichlorchinolinol、chlorquinol、halquinol(s); 羅：cloroxinum、dichlorchinolinolum）は抗菌薬である 。経口薬（商品名：Endiaronなど）は、感染性下痢、腸内細菌叢の障害（抗生物質治療後など）、ジアルジア症、炎症性腸疾患に使用される。また、頭垢や脂漏性湿疹にも有用であり、シャンプー（Capitrol）やダーマルクリーム（Valpeda、Triaderm）として使用される。

## 作用機序
静菌作用、静真菌作用、抗原虫作用がある。レンサ球菌、ブドウ球菌、カンジダ、Candida albicans、赤痢菌、トリコモナス類に効果がある。

## 副作用
稀に経口投与に伴う悪心・嘔吐を起こすことがある。また、皮膚の炎症を起こすことがある。

## 妊娠・授乳期
動物やヒトを対象とした妊娠に関する研究がないため、FDAはPregnancy Category C （risk cannot be ruled out）としている。このため、妊娠中や授乳中の経口薬または局所薬の使用は推奨されていない。

## 歴史
1888年にA. Hebebrandにより初めて合成された。